# كوليت مارشاند
كوليت مارشاند (بالفرنسية: Colette Marchand )‏ (و. 1925 – 2015 م) هي راقصة باليه، وممثلة مسرحية، وممثلة أفلام، ومصممة رقص فرنسية، ولدت في باريس، بدأت مشوارها المهني سنة 1951، توفيت عن عمر يناهز 90 عاماً.

## وصلات خارجية
- كوليت مارشاند على موقع IMDb (الإنجليزية)
- كوليت مارشاند على موقع ألو سيني (الفرنسية)
- كوليت مارشاند على موقع تيرنر كلاسيك موفيز (الإنجليزية)
- كوليت مارشاند على موقع أول موفي (الإنجليزية)
- كوليت مارشاند على موقع قاعدة بيانات برودواي على الإنترنت (الإنجليزية)
- كوليت مارشاند على موقع قاعدة بيانات الأفلام السويدية (السويدية)
- كوليت مارشاند على موقع ديسكوغز (الإنجليزية)
- كوليت مارشاند على موقع قاعدة بيانات الفيلم (الإنجليزية)
- كوليت مارشاند على موقع كينوبويسك (الروسية)